# Valle Televisión
Valle Televisión (o simplemente VTV) es un canal de televisión abierta chileno que emite para el Valle de Aconcagua. Fue lanzado el 9 de septiembre de 2005 en la señal 2 de VHF. 
A finales del 2013, el canal inicio sus emisiones en HD, siendo el primer canal digital de la comuna de Los Andes. En años posteriores, su señal se extendió a las comunas de Quillota, San Antonio y Rancagua.

## Programación

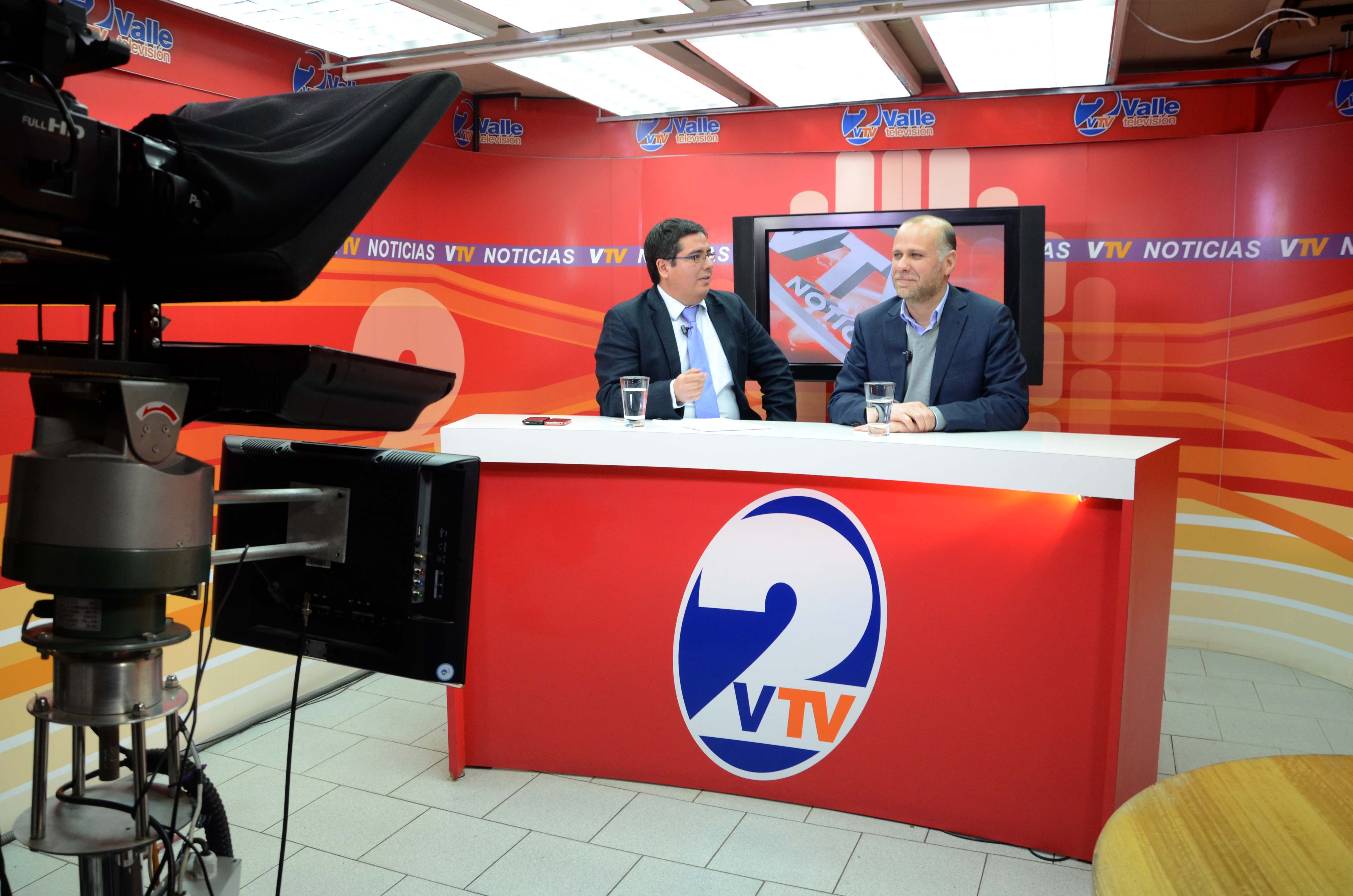
Estudios del canal.

Gran parte de la programación de VTV son producciones originales, además de algunos programas realizados por la productora argentina SurMedios.[cita requerida] El canal también ha transmitido eventos culturales del Valle de Aconcagua, como el Festival de la Canción Ranchera, el Festival del Guatón Loyola, el Festival de Palmenia Pizarro, así como la Fiesta de la Vendimia de Mendoza, Argentina.